# Xavier Darasse
Xavier Darasse, né le 3 septembre 1934 à Toulouse et mort le 24 novembre 1992 à Toulouse, est un organiste et compositeur français. Une rue de Toulouse (31500) et une autre de Muret (31600) portent son nom. Il a également donné son nom à un tunnelier (fabriqué par l'entreprise BESSAC implantée à Saint-Jory) utilisé lors du creusement de la ligne B du métro toulousain entre 2003 et 2004. Le festival international Toulouse les Orgues organise tous les 3 ans en son honneur le concours international d'orgue Xavier-Darasse.

## Biographie
Né dans une famille musicienne (sa mère Renée-Marie Laroyenne était organiste), Xavier Darasse fut l'élève au Conservatoire national de musique de Paris de Maurice Duruflé, Rolande Falcinelli, Jean Rivier et Olivier Messiaen. En parallèle d'une carrière d'organiste concertiste, il fut d'abord professeur à Angers puis professeur au conservatoire de Toulouse, puis au Conservatoire national supérieur de musique de Lyon, la classe d'orgue étant « délocalisée » à Toulouse. Son répertoire s'étend de la musique ancienne au répertoire contemporain.
En 1976, après un grave accident de la route, au cours duquel il perdit le bras droit (qu'on lui re-greffa avec succès sans qu'il pût pour autant récupérer sa motricité), il dut mettre fin à sa carrière de concertiste. Il se consacra dès lors à l'enseignement de l'orgue, ainsi qu'à la composition, avec entre autres Instants éclatés en 1983 pour l'Orchestre national du Capitole de Toulouse.
Il fut nommé directeur du Conservatoire national supérieur de musique de Paris en 1991.
Il mourut prématurément des suites d'un cancer en 1992, laissant inachevé un opéra adapté du Portrait de Dorian Gray d'Oscar Wilde.
Xavier Darasse a écouté l'orgue de façon nouvelle. Il y privilégia le souffle (continu ou interrompu), le discours articulé (l'importance du toucher et de l'articulation digitale), et les registres et couleurs (l'héritage de son professeur d'analyse, Olivier Messiaen).
Xavier Darasse a été durant sa courte carrière, l'un des organistes les plus éclectiques de sa génération, sensible autant à la musique ancienne dont il connaissait les arcanes, qu'à la musique contemporaine pour orgue dont il fut l'un des grands promoteurs. Il enregistra en effet sur l'orgue de Robert Boisseau de l'église Notre-Dame de Royan l'un des premiers disques de musique « contemporaine » pour orgue tout à la fin des années 1960 (œuvres de Luis de Pablo et de lui-même). Très lié avec Antoine Tisné et Iannis Xenakis, il créa en Allemagne et en France la seule œuvre de ce dernier pour orgue : Gmeeoorh (1974).

## Œuvres

### Compositions pour orgue
- Organum I pour orgue (1970), commande du Festival de Royan
- Organum II pour orgue (1978), commande du CNSM de Paris
- Organum III pour orgue (1979), commande pour le concours d’orgue de Chartres
- Organum IV pour orgue et trois percussions (1981)
- Organum V pour orgue (1983), commande de l’État
- Organum VI pour orgue (1986), suite de 6 pièces courtes et faciles pour un orgue classique
- Organum VII pour soprano et orgue (1989), pour le festival de Saint-Bertrand-de-Comminges
- Organum VIII pour orgue et quintette de cuivres (1972), commande du festival de Metz, « in memoriam Jean-Pierre Guézec »
- Pedal-Exercitium pour orgue (1988) commande des Éditions Universal.

### Compositions vocales
- Notre Père, dit de la Messe pour Montserrat, pour quatre voix mixtes[2].